# MBC Music
MBC Music（韓語：MBC 뮤직）是韓國MBC PLUS經營的音樂有线电视頻道，開播於2012年，2020年改名為MBC M。製作的節目有Show Champion等。

## 歷史
此頻道之前身為遊戲頻道MBC Game，2011年12月29日獲得韓國廣播通信委員會批准變更用途，2012年1月31日MBC PLUS關閉MBC Game，2012年2月1日此頻道正式開播。
2020年2月18日，此頻道改名為MBC M，並擴展數位娛樂內容。

## 播放節目
- Show Champion（2012年）[4]

## 外部連結
MBC Music官網於2012年4月27日的快照